# Palazzo Guevara di Bovino

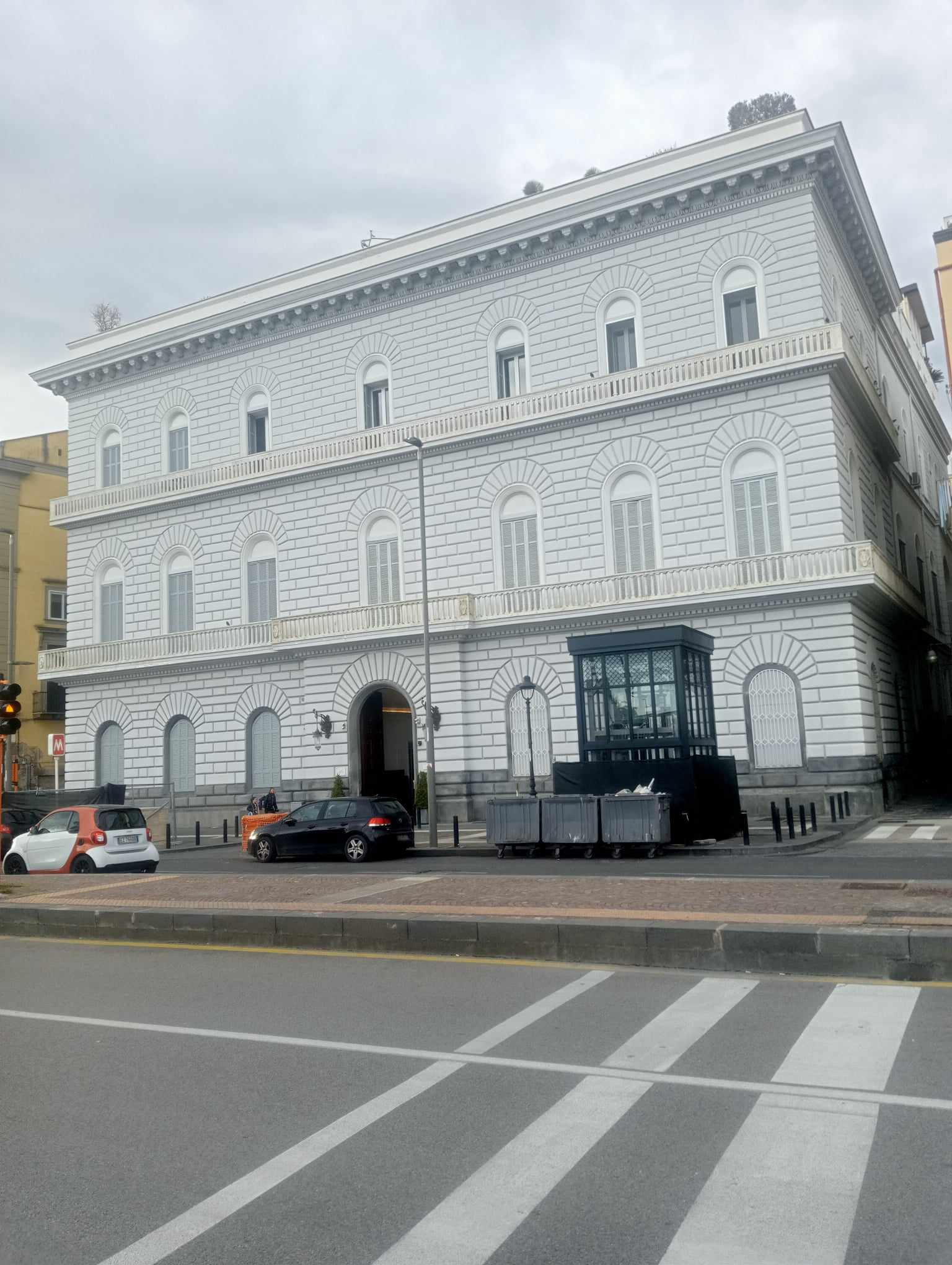
Palazzo Guevara di Bovino in Neapel: Hauptfassade

Der Palazzo Guevara di Bovino ist ein Palast aus dem 19. Jahrhundert im Viertel Chiaia in Neapel in der italienischen Region Kampanien. Er liegt an der Riviera di Chiaia.

## Geschichte
Im 19. Jahrhundert realisierte der Architekt Moscarella ein Gebäude, bei dem er sich die in Florenz übliche Renaissancearchitektur, speziell die des Palazzo Pitti, zum Modell nahm, was man an der Fassade sieht, die von Giuseppe Pisanti projektiert wurde.
Das Gebäude gehörte zuerst der Familie Guevara, Herzöge von Bovino, und später des Caracciolos di Bella; 1906 ging das Anwesen in das Eigentum der Familie Di Marzo über. Im ersten Obergeschoss wohnten die Pignatellis und später wurde es vom französischen Konsulat genutzt.
Am 4. März 2013 stürzte ein Teil des Gebäudes zusammen mit der linken Seite der Hauptfassade ein, wobei aber glücklicherweise niemand verletzt wurde. Grund waren Arbeiten zum Bau des Bahnhofs Arco Mirelli-Repubblica der im Bau befindlichen Linie 6 der Metropolitana di Napoli, die vermutlich die tragende Struktur des Gebäudes beschädigt hatten. Nach Abschluss der gerichtlichen Aufarbeitung des Unfalls begannen nach fünf Jahren die Arbeiten am Wiederaufbau des eingestürzten Gebäudeteils und an der Restaurierung des Gesamtgebäudes; die Arbeiten wurden im Juli 2019 abgeschlossen.

## Beschreibung
Der dreistöckige Palast ist vollständig mit glattem Bossenwerk verkleidet und mit Balkonen versehen, die über die gesamte Fassade laufen. Der Bibliothekssaal und der Ballsaal sind mit Fresken von Ignazio Perricci versehen.